# La Matilla (ort i Spanien, Kanarieöarna)
La Matilla är en ort i Spanien.   Den ligger i provinsen Provincia de Las Palmas och regionen Kanarieöarna, i den sydvästra delen av landet, 1 600 km sydväst om huvudstaden Madrid. La Matilla ligger 374 meter över havet och antalet invånare är 150. Den ligger på ön Fuerteventura.
Terrängen runt La Matilla är huvudsakligen lite kuperad. La Matilla ligger uppe på en höjd. Runt La Matilla är det ganska tätbefolkat, med 58 invånare per kvadratkilometer. Närmaste större samhälle är La Oliva, 6,5 km norr om La Matilla. Omgivningarna runt La Matilla är i huvudsak ett öppet busklandskap.